# Guineabavian
Guineabavianen også kaldet den røde bavian (Papio papio) er en bavianart i slægten savannebavianer. Den når en længde på 69 cm, dertil en hale på 56 cm og vejer op til 17,5 kg. Dyrene lever i et lille område i det vestlige Afrika i landene Guinea, Senegal, Gambia, det sydlige Mauretanien og det vestlige Mali. Guineabavianen er den mindste bavianart.